# Чип-тюнинг
Чип-тюнинг - настройка режимов работы электронных контроллеров путём коррекции внутренних управляющих программ (firmware). В основном понятие применяется для обозначения коррекции программы блока управления двигателем автомобиля с целью изменения отдельных характеристик мотора. Кроме указанного к чип-тюнингу иногда относят и применение дополнительных электронных модулей для решения схожих задач.
Применение чип-тюнинга для увеличения мощности несет в себе риски: потери гарантии, снижения ресурса двигателя, коробки передач и иных агрегатов, нарушения работы экологических подсистем двигателя. После изменений требуется более частое проведение регламентных мероприятий и замен технических жидкостей.

## Основные задачи чип-тюнинга
Как уже упоминалось выше, наиболее часто преследуемая цель — повышение мощности двигателей автомобилей. В связи с подорожанием топлива к чип-тюнингу могут обращаться для снижения расхода топлива. Иногда  — для коррекции программы блока управления двигателем в связи с изменением режима работы, параметров или комплектации механических и/или электронных компонентов двигателя автомобиля. Например, это может быть замена форсунок на другие, с отличающейся производительностью, установка нагнетателя воздуха, переход на другой вид топлива и др. Чип-тюнинг необходим для большинства автомобилей при установке на них ГБО (газобалонного оборудования), так как оптимальный УОЗ (угол опережения зажигания) для газового топлива существенно отличается от такового для бензина, а корректировка УОЗ возможна только при изменении калибровок программы управления двигателем.
Следует также отметить, что в России одним из важных направлений применения чип-тюнинга, в особенности в сегменте массовых недорогих автомобилей, стало исправление заводских ошибок в программах, допускаемых рядом производителей при выходе на российский рынок. Большинство производителей устанавливает в ЭБУ (электронный блок управления) автомобиля "усредненные" программы, не учитывающие особенности российского топлива, климатические особенности региона и т.д., а также перевод авто на нормы токсичности евро 2 и ниже, в связи с частыми выходами из строя датчиков кислорода и потерей свойств каталитических нейтрализаторов. В результате на заводских программах наблюдаются ставшие уже классическими проблемы, например: рывки при переходе от холостого хода к движению на большинстве автомобилей Daewoo Nexia, неконтролируемый подскок оборотов холостого хода на автомобилях Chevrolet Lanos, неустойчивый холостой ход на автомобилях ZAZ Sens и многое другое. Указанные проблемы могут быть успешно устранены при помощи чип-тюнинга.

## Производство чип-тюнинга
Чип тюнинг можно сделать следующими способами:
1. Установить суб-компьютер, который будет изменять входные и выходные сигналы на штатный контроллер управления двигателем.
2. Изменить штатную программу контроллера управления двигателем.

Выбор способа зависит от типа и возможностей блока управления, который подвергается тюнингу, а также от технических возможностей тюнингера. Наиболее популярна возможность считывания/записи программы через диагностический разъем автомобиля, не доставая самого блока управления. Эта возможность поддерживается большинством блоков управления двигателем начиная примерно с 1997 г., когда большинство автопроизводителей начало массово внедрять в контроллерах применение электрически перепрограммируемой флэш-памяти. Для чтения программы через диагностический разъем используются специальные аппаратные интерфейсы и программное обеспечение, обычно достаточно простые в использовании и не требующие от персонала специальных знаний, что важно для распространения чип-тюнинга.
В большинстве контроллеров, выпущенных до указанного срока, программа хранится в микросхемах ПЗУ с ультрафиолетовым стиранием, а для её считывания/записи требуется демонтаж микросхемы памяти (обычно выпаиванием) и программатор для микросхем данного типа. Данный способ предполагает наличие достаточно высокой квалификации у персонала.
Еще одним способом чтения/записи программы является достаточно молодой интерфейс BDM (Background Debug Mode — режим фоновой отладки), предложенный фирмой Motorola и использующийся в режиме внутрисхемного программатора. Данный интерфейс присутствует, естественно, только в контроллерах, собранных на базе процессоров Motorola и предполагает наличие специального оборудования и навыков у персонала.
В отдельных случаях для перезаписи программ также используется Boot-режим процессора, несколько сходный с BDM.
Редактирование программ контроллеров — это ключевой момент чип-тюнинга, как бизнеса. Подавляющее большинство тюнинговых фирм сами не редактируют считанные файлы, а отправляют их в фирмы, специализирующиеся именно на их редакции. Именно от того, насколько хорошо специалист, занимающийся редакцией программы, понимает работу мотора, знает его резервы и слабые места, зависит результат чип-тюнинга. Для редактирования программ контроллеров обычно применяется специальное программное обеспечение, позволяющее найти и представить в графическом виде таблицы калибровочных данных. Обычно одновременно с редактированием калибровочных данных пересчитываются контрольные суммы программы, использующиеся для контроля её целостности. Реже для этого применяют специальные калькуляторы контрольных сумм.
Следует отметить, что программное обеспечение, позволяющее производить визуальный поиск калибровочных таблиц, имеет ряд существенных недостатков: 

1. невозможность поиска калибровочных констант 

2. вероятность ошибки в идентификации калибровочных таблиц (например, таблица, внешне похожая на угол опережения зажигания (УОЗ), совсем не обязательно отвечает именно за УОЗ) 

По указанным выше причинам на рынке ПО имеются альтернативные продукты, представляющие собой специализированные редакторы, умеющие в графическом виде отображать только достоверно известные калибровочные константы и таблицы для данной прошивки. Такое ПО содержит базу данных известных прошивок и карт калибровок к ним. Карты калибровок составляются разработчиком ПО, при этом как правило используется реверс-инжиниринг прошивок с целью изучения алгоритмов работы системы управления и поиска необходимых калибровочных данных. Коррекция контрольных сумм прошивок производится в таких редакторах автоматически при сохранении измененной прошивки в файл.

### Механический чип-тюнинг
Является обыкновенной заменой микроконтроллера без какого либо перепрограммирования.

## Результаты чип-тюнинга
Если рассматривать чип-тюнинг с точки зрения прибавки мощности, то она на наддувных и атмосферных моторах, безусловно, отличается, так как при тюнинге используются разные резервы. Если при настройке режимов атмосферного мотора за счет коррекции характеристик зажигания и топливоподачи можно добиться прибавки крутящего момента и мощности в пределах, редко превышающих 8-12%, то на наддувных моторах прибавка достигается в основном за счет увеличения давления наддува и может составлять 30-40 % от начального значения. Также, после коррекции программы контроллера, направленной на повышение мощности, как правило уменьшается расход топлива, вопреки мнению, сложившемуся в результате деятельности малограмотных тюнингеров.
Результаты чип- тюнинга прежде всего зависят от  того, насколько эффективно действует заводская программа управления, которую установил производитель.  Если производитель заложил в свою "родную" программу  высокую эффективность мотора и выдачу мощности двигателем на высоком уровне, то дополнительные  процедуры не дадут особого результата, либо при некотром повышении мощности приведут к значительному износу мотора и резкому увеличению расхода топлива.
Если же производитель, по каким-то соображениям не заложил в свою программу возможности того, чтобы двигатель раскрывал все заложенные в него возможности - вот тогда чип-тюнинг даст заметную прибавку в мощности. Так, например, маломощные модификации двигателя 3.0TFSI на автомобилях Audi Q5 с завода имели 272л.с., а после чип-тюнинга позволяли получать свыше 400 л.с. И тот же самый двигатель, но с другим штатным программным обеспечением на автомобиле Audi SQ5 позволял с завода получить 356 л.с. и аналогичные 400 л.с. после чип-тюнинга.
Т.е. чип-тюнинг двигателя в разных моделях авто может давать самые разные результаты, в зависимости от политики отношения к мощностным характеристикам своих авто со стороны разных производителей.
Если вас не устроили результаты, проделанного чип-тюнинга на вашем авто, то значит необходимо проводить иные операции по тюнингу двигателя и уже затрагивать технические агрегаты мотора и производить механические действия над узлами и деталями мотора.